# Brudzewice (gromada w powiecie stargardzkim)
Brudzewice – dawna gromada, czyli najmniejsza jednostka podziału terytorialnego Polskiej Rzeczypospolitej Ludowej w latach 1954–1972.
Gromady, z gromadzkimi radami narodowymi (GRN) jako organami władzy najniższego stopnia na wsi, funkcjonowały od reformy reorganizującej administrację wiejską przeprowadzonej jesienią 1954 do momentu ich zniesienia z dniem 1 stycznia 1973, tym samym wypierając organizację gminną w latach 1954–1972.
Gromadę Brudzewice z siedzibą GRN w Brudzewicach utworzono – jako jedną z 8759 gromad na obszarze Polski – w powiecie stargardzkim w woj. szczecińskim na mocy uchwały nr V/50/54 WRN w Szczecinie z dnia 5 października 1954. W skład jednostki weszły obszary dotychczasowych gromad Brudzewice i Słodkówko ze zniesionej gminy Słodkowo oraz obszary dotychczasowych gromad Golina i Sulino ze zniesionej gminy Marianowo w tymże powiecie. Dla gromady ustalono 14 członków gromadzkiej rady narodowej.
1 stycznia 1962 tę gromadę zniesiono, a jej obszar włączono do gromad Pęzino (miejscowości Luboń, Grybno, Golinka, Brudzewice, Golina i Barzkowice), Marianowo (miejscowość Sulino) i nowo utworzonej Suchań (miejscowość Słodkówko) w tymże powiecie.